# نترات الفضة
نترات الفِضّة هي مادة كيميائية، تُستخدم في الطب والصناعة، وصيغتها الكيميائية هــي AgNO3، وهي تذوب بسهولة في الماء، وتحرق الجلد، ويمكن أن تسبب تسمما خطيراً، وقد تسبب الموت في حالة الابتلاع.

## الاستخدام
يستخدم الأطباء نترات الفضة؛ لكيِّ الجروح الناتجة عن الحريق لمنع النزيف، أو العدوى، وكذلك لإزالة الثآليل الصغيرة، كما يستخدمون محلولاْ معتدلاً باردًا من نترات الفضة؛ لمعالجة بعض أمراض العين، والجلد، ويستخدم أيضا مطهراً، وتطلب بعض الدول أنْ تتم معالجة عيون الأطفال حديثي الولادة بمحلول نترات الفضة؛ لمنع العمى المحتمل، وتستخدم صناعة التصوير الضوئي، نترات الفضة في صناعة الأفلام، كما أن معظم أملاح الفضة المستخدمة في الفيلم تصنع من نترات الفضة، فعلى سبيل المثال: يصنع فيلم التصوير الضوئي المصنوع من بروميد الفضة من محلول نترات الفضة وبروميد البوتاسيوم ثم يضاف الجيلاتين ــ وهو مادة بروتينية ــ إلى المحلول لتشكيل مادة تسمى المستحلب أو الطبقة الحساسة التي تغطي الفيلم.
وتُستخدم نترات الفضة أيضًا في صناعة المرايا والحبر (المداد الثابت، المتعذر إزالته) وفي تصفيح أو طلاء الفضة، ويمكن تنقية الفضة بإذابتها في حمض النتريك مع تمرير تيار كهربائي خلال محلول نترات الفضة، وتتكون الفضة النقية عند الكَاثُود (القطب السالب)، كما يستخدم الكيميائيون نترات الفضة للمساعدة في إعداد أو تحضير مركبات الفضة الأخرى، ومن ثم تحديد المواد الكيميائية في المحلول.

## استخدامات أخرى
يقوم أصحاب المصانع أو المختبرات بصناعة نترات الفضة بإذابة الفضة في حمض النتريك، ومن ثم تبخير المحلول، وفي بعض الأحيان يصهرون نترات الفضة ويتركونها تتصلب في شكل كتلة متبلورة صافية، وتعرف نترات الفضة ــ في هذا الشكل أيضًا ــ بالكاوية الفضية.